# Sampa the Great
Sampa Tembo (n. 1993), conhecida profissionalmente como Sampa the Great, é uma compositora e rapper zambiana, que cresceu no Botswana.
Foi a primeira artista a vencer o Australian Music Prize mais do que uma vez.

## Biografia
Sampa Tembo nasceu em 1993 na Zâmbia e cresceu no Botswana. Residiu em Sydney de 2014 a 2018,  tendo viajado para a Austrália para se formar em produção de áudio no Instituto SAE.  Desde 2018, está sediada em Melbourne. Antes de ir para a Austrália, tinha estudado em São Francisco dois anos e em Los Angeles um ano.

## Carreira musical

### 2015–2016: Os primeiros anos
A 24 de setembro de 2015, Sampa the Great entrou no single "Beauty", assinado pela cantora e compositora de soul Wallace. A sua mixtape de apresentação, The Great Mixtape, foi lançada como um download gratuito em 16 de outubro, sendo mais tarde reeditada em CD e vinil pela gravadora de Melbourne Wondercore Island. Tembo descreveu a mixtape como "uma busca por criatividade, riso, propósito e ritmos" e credita sua juventude africana por inspirar a sua "consciência política". A mixtape foi produzida por Dave Rodriguez, mais conhecido pelo nome Godriguez. Tembo e Rodriguez conheceram-se num evento de improvisação jazz e hip-hop que decorreu em Sydney. Os vocais de Tembo para a mixtape foram gravados em apenas dois ensaios. Em 18 de dezembro, a faixa mixtape "FEMALE" foi lançada como single.
Em 19 de janeiro de 2016, Sampa lançou um single independente "Black Dignity". Dois dias depois, outro single "Blue Boss" foi lançado. Em 4 de março, Sampa apareceu no álbum de Urthboy, The Past Beats Inside Me Like a Second Heartbeat na faixa "Second Heartbeat", ao lado de OKENYO. Seguiram-se outros dois singles, "24" e "Blessings", lançados juntos em 25 de maio. Em 6 de outubro, lançou um videoclipe intitulado "HERoes (The Call)". Em 27 de outubro, foi lançado uma sequela, o videoclipe para "HERoes (The Response)".

### 2017-2018:HERoes Act 2eBirds and the BEE9
A 28 de abril de 2017, Sampa the Great lançou o single "Everybody's Hero", com a cantora britânica Estelle. O EP de estreia de Tembo, HERoes Act 2, foi lançado em 12 de maio. Numa entrevista, ela definiu-o como "um instantâneo de um tempo de incerteza e dúvida, e a percepção de que esses aspectos são muito normais". Neste trabalho, Tembo colaborou com o produtor Rahki. O segundo e terceiro singles do EP, "The Plug" e "Paved with Gold" novamente com Estelle, foram lançados em 11 de maio. A 10 de novembro, Tembo lançou, através da editora Big Dada, a mixtape Birds and the BEE9 - um disco que "atravessa hip-hop, soul, jazz, gospel e reggae". Foi produzido por Sensible J, Silentjay e Kwesi Darko . A faixa "Casper" continha vocais convidados de Syreneyiscreamy, a faixa "Inner Voice" continha vocais convidados de Mwanje Tembo, e a faixa "Healer" continha vocais convidados de Zaachariaha. O disco ganhou o Australian Music Prize em março de 2018. Birds and the BEE9 receberam críticas positivas. O jornalThe Guardian observou influências de Lauryn Hill. Em 3 de outubro, o single "Rhymes to the East" foi lançado. Em 17 de outubro, o single "Bye River" foi lançado. Em 20 de outubro, ela participou da faixa "Your Orbit", de Ecca Vandal, em seu álbum de estreia homónimo.
Em 5 de abril de 2018, foi lançado um videoclipe para a faixa "Black Girl Magik", com Nicole Gumbe. Em 23 de abril, Sampa entrou como artista convidade no videoclipe de "Your Orbit", de Ecca Vandal.

### 2018 – presente:The Return
Em 29 de novembro de 2018, Sampa lançou o single "Energy", com Nadeem Din-Gabisi, juntamente com um videoclipe. Tembo devia ter lançado o seu primeiro álbum de estúdio no final daquele ano; no entanto, foi adiado.A 5 de junho de 2019, ela lançou outro single "Final Form", também juntamente com um vídeo de acompanhamento. Seu álbum de estreia, The Return, foi lançado a 13 de setembro de 2019 pela editora britânica Ninja Tune. Em outubro de 2019, ela chegou à segunda posição na lista da Happy Mag de "As 15 artistas australianas que estão mudando o jogo agora".
No ARIA Music Awards de 2019, Sampa the Great venceu na categoria de Melhor Lançamento de Hip Hop por "Final Form". A artistas estava também nomeada na categoria de Melhor Vídeo.
Em março de 2020, Sampa the Great ganhou o Australian Music Prize por The Return; tornando-se na primeira artista da história a ganhar o prémio duas vezes.

## Vida pessoal
Para lá da sua carreira musical, Tembo está interessada em sprint.

## Influências musicais
Tembo foi influenciada por Mos Def e Chance the Rapper . Ela atuou como um artista de suporte para Joey Bada$$, Kendrick Lamar, Thundercat e Denzel Curry. Tembo descreveu Joey como um "artista apaixonado e um artista incrível".

## Discografia

### Álbuns de estúdio
| Título     | Detalhes do álbum                                                                                     | Posição máxima nas tabelas |
| Título     | Detalhes do álbum                                                                                     | AUS                        |
| ---------- | --- | -------------------------- |
| The Return | - Lançamento: 13 de setembro de 2019 - Editora: Ninja Tune - Formato: CD, vinil 2LP, download digital | 12                         |

### Mixtapes e EPs
| Título             | Detalhes Mixtape |
| ------------------ | --- |
| The Great Mixtape  | - Lançamento: 16 de outubro de 2015 - Editora: edição de autor, Wondercore Island (re-issue) - Formato: vinil LP, transferência digital |
| Birds and the Bee9 | - Lançado: 10 novembro 2017 - Gravadora: Big Dada - Formato: vinil LP, transferência digital                                            |
| HERoes Act 2       | - Lançado: 12/05/2017 - Gravadora: edição de autor - Formato: Transferência digital                                                     |

### Singles
| Título                                 | Ano  | Álbum                  |
| -------------------------------------- | ---- | ---------------------- |
| "F E M A L E"                          | 2015 | The Great Mixtape      |
| "Black Dignity"                        | 2016 | Singles fora de álbuns |
| "Blue Boss"                            | 2016 | Singles fora de álbuns |
| "24"                                   | 2016 | Singles fora de álbuns |
| "Blessings"                            | 2016 | Singles fora de álbuns |
| "Everybody's Hero" (featuring Estelle) | 2017 | HERoes Act 2           |
| "The Plug" (featuring Estelle)         | 2017 | HERoes Act 2           |
| "Paved with Gold" (featuring Estelle)  | 2017 | HERoes Act 2           |
| "Rhymes to the East"                   | 2017 | Birds and the BEE9     |
| "Bye River"                            | 2017 | Birds and the BEE9     |
| "Energy" (featuring Nadeem Din-Gabisi) | 2018 | The Return             |
| "Final Form"                           | 2019 | The Return             |
| "OMG"                                  | 2019 | The Return             |
| "Freedom"                              | 2019 | The Return             |

#### Como artista convidada
| Título                                                            | Ano  | Álbum                  |
| ----------------------------------------------------------------- | ---- | ---------------------- |
| "Beauty" (Wallace featuring Sampa the Great)                      | 2015 | Singles fora de álbuns |
| "For Good" (Remi featuring Sampa the Great)                       | 2016 | Singles fora de álbuns |
| "Fire Sign" (Sensible J featuring Remi and Sampa the Great)       | 2017 | Singles fora de álbuns |
| "Black is Beautiful" (remix) (Chronixx featuring Sampa the Great) | 2019 | Chronology             |
| "Outer Body Stranger" (Superego featuring Sampa the Great)        | 2020 | Nautilis               |

#### Outras aparições
| Título                 | Ano  | Artista(s)                                    | Álbum                                            |
| ---------------------- | ---- | --------------------------------------------- | ------------------------------------------------ |
| "Second Heartbeat"     | 2016 | Urthboy featuring Sampa the Great and Okenyo  | The Past Beats Inside Me Like a Second Heartbeat |
| "For Good // F.U.B.U." | 2016 | Remi featuring Sampa the Great                | Divas and Demons                                 |
| "Your Orbit"           | 2017 | Ecca Vandal featuring Sampa the Great         | Ecca Vandal                                      |
| "Island Rose"          | 2017 | Jonti featuring Sampa the Great               | Tokorats                                         |
| "Let That Go"          | 2018 | Blinky Bill featuring Sampa the Great         | Everyone's Just Winging it and Other Fly Tales   |
| "Genesis"              | 2018 | Raiza Biza and Remi featuring Sampa the Great | Black Hole Sun - EP                              |

### Aparições em álbuns
| Título                 | Ano  | Álbum                  |
| ---------------------- | ---- | ---------------------- |
| "Wonderland"           | 2016 | Plastic World Volume 1 |
| "For Good" (with Remi) | 2017 | Nova: Haute Musique II |

### Vídeos
| Título                                      | Ano  | Realizador                   |
| ------------------------------------------- | ---- | ---------------------------- |
| "HERoes (The Call)"                         | 2016 | Priit Siimon                 |
| "HERoes (The Response)"                     | 2016 | Claudia Sutiono Priit Siimon |
| "Black Girl Magik" (featuring Nicole Gumbe) | 2018 | Sanjay De Silva              |
| "Energy" (featuring Nadeem Din-Gabisi)      | 2018 | Modu Sesay                   |
| "Final Form"                                | 2019 | Sanjay De Silva              |
| "OMG"                                       | 2019 | Sanjay De Silva              |

## Prémios
| Ano  | Premiação              | Categoria                    | Trabalho          | Resultado | Ref.          |
| ---- | ---------------------- | ---------------------------- | ----------------- | --------- | ------------- |
| 2020 | APRA Music Awards      | Compositora Revelação do Ano | nome próprio      | Indicado  | [ 44 ] [ 45 ] |
| 2019 | ARIA Music Awards      | Melhor Lançamento Hip-hop    | "Final Form"      | Venceu    | [ 46 ] [ 33 ] |
| 2019 | ARIA Music Awards      | Melhor Vídeo                 | "Final Form"      | Indicado  | [ 46 ] [ 33 ] |
| 2017 | Australian Music Prize | Álbum do Ano                 | Bird and the BEE9 | Venceu    | [ 47 ]        |
| 2019 | Australian Music Prize | Álbum do Ano                 | The Return        | Venceu    | [ 47 ] [ 48 ] |